# NBA Rookie of the Year Award
National Basketball Associations Rookie of the Year Award är ett årligt pris i National Basketball Association (NBA) som sedan säsongen 1952/1953 ges till den bästa rookien. Vinnaren fick tidigare Eddie Gottlieb Trophy, som namngetts efter huvudtränaren i Philadelphia Warriors som ledde sitt lag till vinst i NBA säsongen 1946/1947. Sedan NBA-säsongen 2022/2023 tilldelas vinnaren Wilt Chamberlain Trophy, namngiven efter en tidigare vinnare av priset.
Vinnarna väljs av en panel av sportjournalister ifrån USA och Kanada, där alla journalisterna har ett första, andra och tredje val. Varje första plats röst är värd fem poäng; varje andra plats är värd tre poäng; och varje tredje plats är värd ett poäng. Spelaren med flest poäng, oavsett antal första plats röster, vinner priset.
Den senaste spelaren som vann priset var Victor Wembanyama i San Antonio Spurs. Sexton av spelarna som har vunnit Rookie of the Year har även vunnit NBA Most Valuable Player Award (MVP) under sin karriär; Wilt Chamberlain och Wes Unseld lyckades att med bedriften att vinna båda priserna samma säsong. 30 av de före detta spelarna som har vunnit Rookie of the Year har blivit inröstade i Basketball Hall of Fame. Tre säsonger har mer än en person vunnit priset, dessa spelarna respektive säsongerna var Dave Cowens och Geoff Petrie säsongen 1970/1971, Grant Hill och Jason Kidd säsongen 1994/1995 och även Elton Brand och Steve Francis säsongen 1999/2000.

## Vinnare

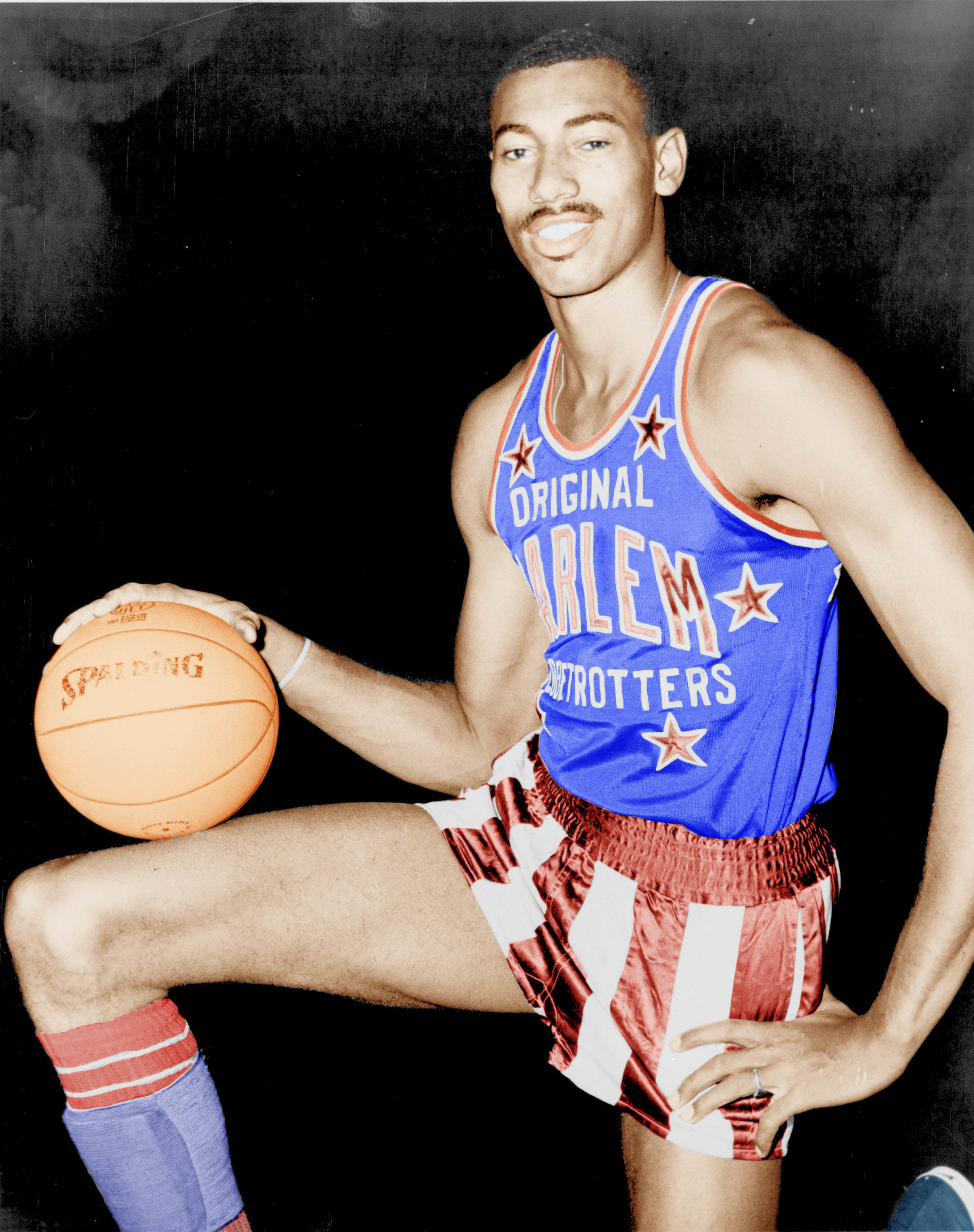
Wilt Chamberlain vann priset säsongen 1959/1960.

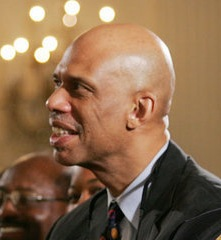
Kareem Abdul-Jabbar vann priset säsongen 1969/1970.

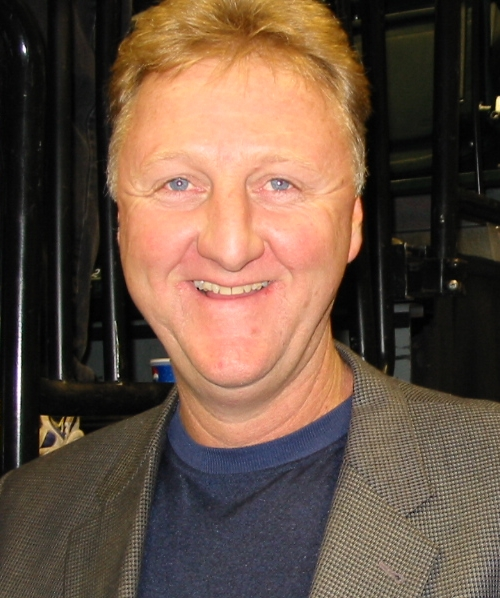
Larry Bird vann priset säsongen 1979/1980.

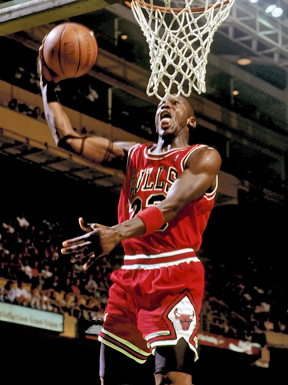
Michael Jordan vann priset säsongen 1984/1985.

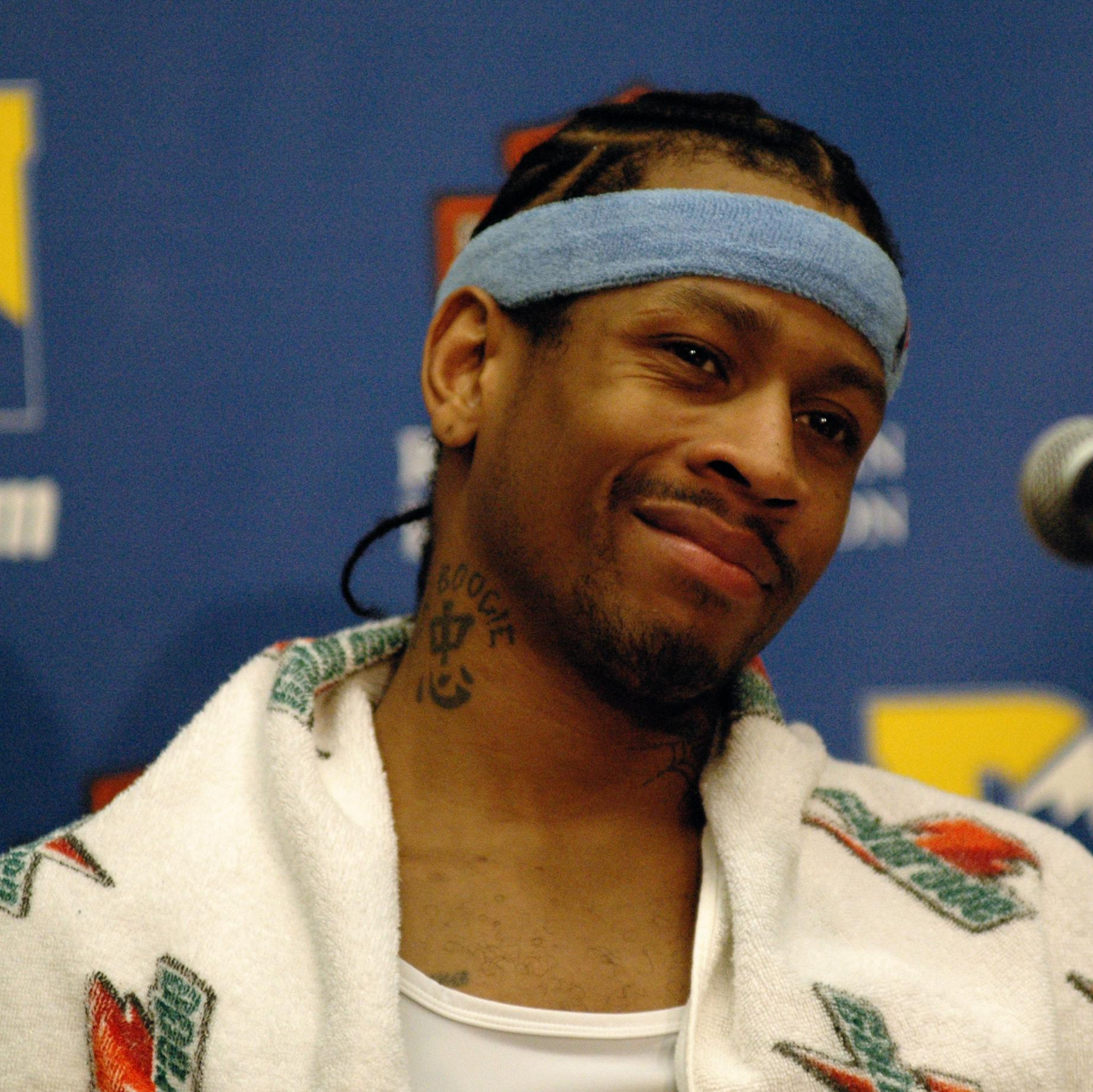
Allen Iverson vann priset säsongen 1996/1997.

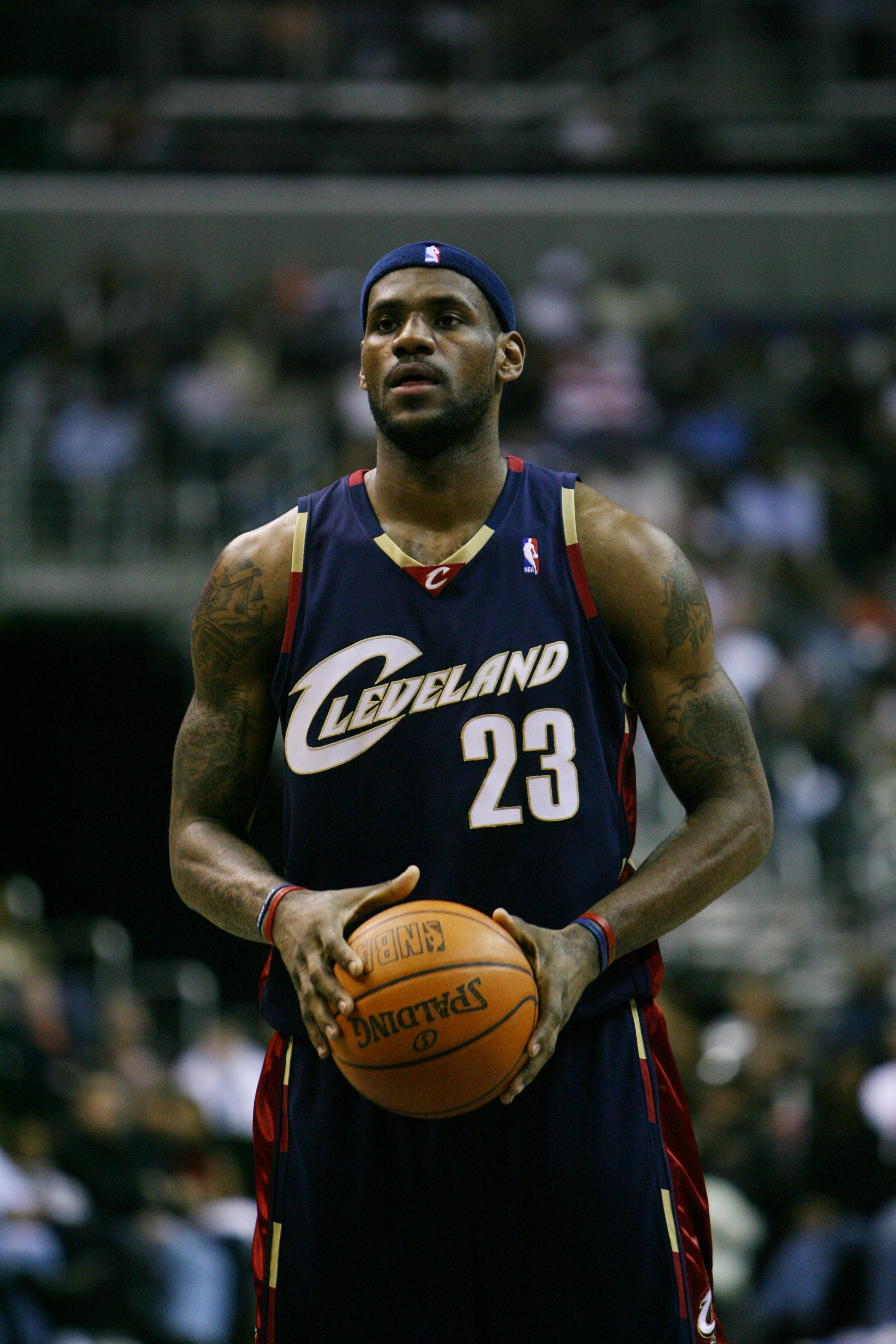
LeBron James vann priset säsongen 2003/2004.

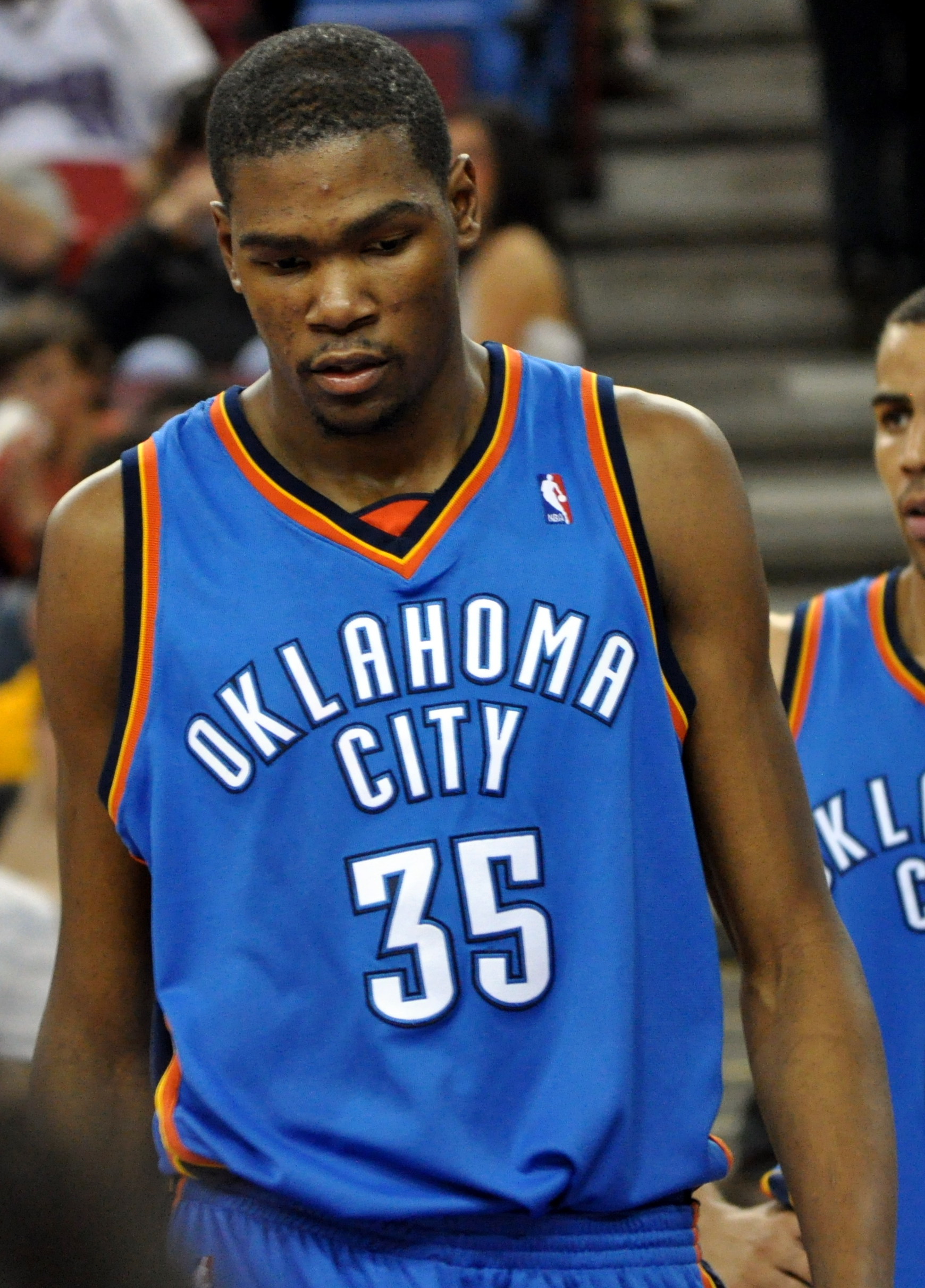
Kevin Durant vann priset säsongen 2007/2008.

| ^    | Spelare som fortfarande är aktiva. |
| *    | Inröstad i Basketball Hall of Fame |
| DN # | Draftnummer                        |
| DÅ   | Draftår                            |
| T    | Territorial pick                   |

| Säsong    | Spelare                 | Position       | Nationalitet            | Lag                               | DN # | DÅ   |
| --------- | ----------------------- | -------------- | ----------------------- | --------------------------------- | ---- | ---- |
| 1952/1953 | Don Meineke             | Forward/Center | USA                     | Fort Wayne Pistons                | 35   | 1952 |
| 1953/1954 | Ray Felix               | Center         | USA                     | Baltimore Bullets                 | 1    | 1953 |
| 1954/1955 | Bob Pettit*             | Forward/Center | USA                     | Milwaukee Hawks                   | 2    | 1954 |
| 1955/1956 | Maurice Stokes*         | Forward/Center | USA                     | Rochester Royals                  | 2    | 1955 |
| 1956/1957 | Tom Heinsohn*           | Forward/Center | USA                     | Boston Celtics                    | T    | 1956 |
| 1957/1958 | Woody Sauldsberry       | Forward/Center | USA                     | Philadelphia Warriors             | 60   | 1957 |
| 1958/1959 | Elgin Baylor*           | Forward        | USA                     | Minneapolis Lakers                | 1    | 1958 |
| 1959/1960 | Wilt Chamberlain*       | Center         | USA                     | Philadelphia Warriors             | T    | 1959 |
| 1960/1961 | Oscar Robertson*        | Guard          | USA                     | Cincinnati Royals                 | 1    | 1960 |
| 1961/1962 | Walt Bellamy*           | Center         | USA                     | Chicago Packers                   | 1    | 1961 |
| 1962/1963 | Terry Dischinger        | Forward/Guard  | USA                     | Chicago Zephyrs                   | 8    | 1962 |
| 1963/1964 | Jerry Lucas*            | Forward/Center | USA                     | Cincinnati Royals                 | T    | 1962 |
| 1964/1965 | Willis Reed*            | Center/Forward | USA                     | New York Knicks                   | 8    | 1964 |
| 1965/1966 | Rick Barry*             | Forward        | USA                     | San Francisco Warriors            | 2    | 1965 |
| 1966/1967 | Dave Bing*              | Guard          | USA                     | Detroit Pistons                   | 2    | 1966 |
| 1967/1968 | Earl Monroe*            | Guard          | USA                     | Baltimore Bullets                 | 2    | 1967 |
| 1968/1969 | Wes Unseld*             | Center/Forward | USA                     | Baltimore Bullets                 | 2    | 1968 |
| 1969/1970 | Lew Alcindor*           | Center         | USA                     | Milwaukee Bucks                   | 1    | 1969 |
| 1970/1971 | Dave Cowens*            | Center/Forward | USA                     | Boston Celtics                    | 4    | 1970 |
| 1970/1971 | Geoff Petrie            | Guard          | USA                     | Portland Trail Blazers            | 8    | 1970 |
| 1971/1972 | Sidney Wicks            | Forward/Center | USA                     | Portland Trail Blazers            | 2    | 1971 |
| 1972/1973 | Bob McAdoo*             | Center/Forward | USA                     | Buffalo Braves                    | 2    | 1972 |
| 1973/1974 | Ernie DiGregorio        | Guard          | USA                     | Buffalo Braves                    | 3    | 1973 |
| 1974/1975 | Jamaal Wilkes*          | Forward/Guard  | USA                     | Golden State Warriors             | 11   | 1974 |
| 1975/1976 | Alvan Adams             | Center/Forward | USA                     | Phoenix Suns                      | 4    | 1975 |
| 1976/1977 | Adrian Dantley*         | Forward/Guard  | USA                     | Buffalo Braves                    | 6    | 1976 |
| 1977/1978 | Walter Davis*           | Guard/Forward  | USA                     | Phoenix Suns                      | 5    | 1977 |
| 1978/1979 | Phil Ford               | Guard          | USA                     | Kansas City Kings                 | 2    | 1978 |
| 1979/1980 | Larry Bird*             | Forward        | USA                     | Boston Celtics                    | 6    | 1978 |
| 1980/1981 | Darrell Griffith        | Guard          | USA                     | Utah Jazz                         | 2    | 1980 |
| 1981/1982 | Buck Williams           | Forward/Center | USA                     | New Jersey Nets                   | 3    | 1981 |
| 1982/1983 | Terry Cummings          | Forward        | USA                     | San Diego Clippers                | 2    | 1982 |
| 1983/1984 | Ralph Sampson*          | Center/Forward | USA                     | Houston Rockets                   | 1    | 1983 |
| 1984/1985 | Michael Jordan*         | Guard          | USA                     | Chicago Bulls                     | 3    | 1984 |
| 1985/1986 | Patrick Ewing*          | Center         | USA                     | New York Knicks                   | 1    | 1985 |
| 1986/1987 | Chuck Person            | Forward        | USA                     | Indiana Pacers                    | 4    | 1986 |
| 1987/1988 | Mark Jackson            | Guard          | USA                     | New York Knicks                   | 18   | 1987 |
| 1988/1989 | Mitch Richmond*         | Guard          | USA                     | Golden State Warriors             | 5    | 1988 |
| 1989/1990 | David Robinson*         | Center         | USA                     | San Antonio Spurs                 | 1    | 1987 |
| 1990/1991 | Derrick Coleman         | Forward        | USA                     | New Jersey Nets                   | 1    | 1990 |
| 1991/1992 | Larry Johnson           | Forward        | USA                     | Charlotte Hornets                 | 1    | 1991 |
| 1992/1993 | Shaquille O'Neal*       | Center         | USA                     | Orlando Magic                     | 1    | 1992 |
| 1993/1994 | Chris Webber*           | Forward/Center | USA                     | Golden State Warriors             | 1    | 1993 |
| 1994/1995 | Grant Hill*             | Forward/Guard  | USA                     | Detroit Pistons                   | 3    | 1994 |
| 1994/1995 | Jason Kidd*             | Guard          | USA                     | Dallas Mavericks                  | 2    | 1994 |
| 1995/1996 | Damon Stoudamire        | Guard          | USA                     | Toronto Raptors                   | 7    | 1995 |
| 1996/1997 | Allen Iverson*          | Guard          | USA                     | Philadelphia 76ers                | 1    | 1996 |
| 1997/1998 | Tim Duncan*             | Forward/Center | USA                     | San Antonio Spurs                 | 1    | 1997 |
| 1998/1999 | Vince Carter*           | Guard/Forward  | USA                     | Toronto Raptors                   | 5    | 1998 |
| 1999/2000 | Elton Brand             | Forward        | USA                     | Chicago Bulls                     | 1    | 1999 |
| 1999/2000 | Steve Francis           | Guard          | USA                     | Houston Rockets                   | 2    | 1999 |
| 2000/2001 | Mike Miller             | Forward        | USA                     | Orlando Magic                     | 5    | 2000 |
| 2001/2002 | Pau Gasol*              | Forward        | Spanien                 | Memphis Grizzlies                 | 3    | 2001 |
| 2002/2003 | Amar'e Stoudemire       | Forward/Center | USA                     | Phoenix Suns                      | 9    | 2002 |
| 2003/2004 | LeBron James^           | Forward        | USA                     | Cleveland Cavaliers               | 1    | 2003 |
| 2004/2005 | Emeka Okafor            | Forward/Center | USA                     | Charlotte Bobcats                 | 2    | 2004 |
| 2005/2006 | Chris Paul^             | Guard          | USA                     | New Orleans/Oklahoma City Hornets | 4    | 2005 |
| 2006/2007 | Brandon Roy             | Guard          | USA                     | Portland Trail Blazers            | 6    | 2006 |
| 2007/2008 | Kevin Durant^           | Forward/Guard  | USA                     | Seattle SuperSonics               | 2    | 2007 |
| 2008/2009 | Derrick Rose            | Guard          | USA                     | Chicago Bulls                     | 1    | 2008 |
| 2009/2010 | Tyreke Evans            | Guard          | USA                     | Sacramento Kings                  | 4    | 2009 |
| 2010/2011 | Blake Griffin           | Forward        | USA                     | Los Angeles Clippers              | 1    | 2009 |
| 2011/2012 | Kyrie Irving^           | Guard          | USA                     | Cleveland Cavaliers               | 1    | 2011 |
| 2012/2013 | Damian Lillard^         | Guard          | USA                     | Portland Trail Blazers            | 6    | 2012 |
| 2013/2014 | Michael Carter-Williams | Guard          | USA                     | Philadelphia 76ers                | 11   | 2013 |
| 2014/2015 | Andrew Wiggins^         | Forward/Guard  | Kanada                  | Minnesota Timberwolves            | 1    | 2014 |
| 2015/2016 | Karl-Anthony Towns^     | Center         | Dominikanska republiken | Minnesota Timberwolves            | 1    | 2015 |
| 2016/2017 | Malcolm Brogdon^        | Guard          | USA                     | Milwaukee Bucks                   | 36   | 2016 |
| 2017/2018 | Ben Simmons^            | Forward/Guard  | Australien              | Philadelphia 76ers                | 1    | 2017 |
| 2018/2019 | Luka Dončić^            | Forward/Guard  | Slovenien               | Dallas Mavericks                  | 3    | 2018 |
| 2019/2020 | Ja Morant^              | Guard          | USA                     | Memphis Grizzlies                 | 2    | 2019 |
| 2020/2021 | LaMelo Ball^            | Guard          | USA                     | Charlotte Hornets                 | 3    | 2020 |
| 2021/2022 | Scottie Barnes^         | Forward        | USA                     | Toronto Raptors                   | 4    | 2021 |
| 2022/2023 | Paolo Banchero^         | Forward        | USA                     | Orlando Magic                     | 1    | 2022 |
| 2023/2024 | Victor Wembanyama^      | Center         | Frankrike               | San Antonio Spurs                 | 1    | 2023 |